# Agrodiaetus dama
Agrodiaetus dama är en fjärilsart som beskrevs av Otto Staudinger 1892. Agrodiaetus dama ingår i släktet Agrodiaetus och familjen juvelvingar. Inga underarter finns listade i Catalogue of Life.